# Ciprian Tătărușanu
Anton Ciprian Tătărușanu  (født 9. februar 1986) er en rumænsk målmand som spiller for for den italienske fodboldklub AC Milan og det rumænske landshold. Han begyndte sin professionelle karriere i den rumænske klub Juventus București, efterfølgende Gloria Bistrița og Steaua București. I sommeren 2014 flyttede han til italienske Fiorentina. Efter tre sæsoner i den italienske klub, blev han transfert til Nantes i Frankrig. Tătărușanu har siden 2010 spillet for A-landsholdet I Rumænien. Han var en del af holdet der deltog til EM 2016.